# Yongpyong
Yongpyong (용평리조트) är en vintersportort belägen i Daegwallyeong-myeon, Pyeongchang, Gangwon i Sydkorea. Förutom skidanläggningar finns också golfbanor för sommarbruk. Platsen är den största koreanska skid- och snowboardorten. Yongpyeong-myeon, en närliggande tätort (myeon), är inte relaterad till skidorten.
Skidsäsongen löper från november till början av april. Det finns 31 backar, 15 olika liftanläggningar, inklusive en 3.7 kilometer lång linbana, och Koreas största skidhus (Dragon Plaza).
Skidanläggningarna användes för tävlingar i alpin skidåkning under olympiska vinterspelen 2018. Anläggningen har även stått värd för alpina världscupen vid fyra tillfällen, 1998, 2000, 2003 och 2006.

### Fotnoter
1. ↑  Yoon, Chul (27 december 2011). ”7 best ski and snowboard resorts in Korea”. CNN Go. Arkiverad från originalet den 11 maj 2012. https://web.archive.org/web/20120511195123/http://www.cnngo.com/seoul/play/7-best-ski-resorts-korea-103896. Läst 3 juni 2012.
2. ↑  Life in Korea Arkiverad 10 augusti 2011 hämtat från the Wayback Machine.
3. ↑  ”Yongpyong centre” (på engelska). Pyeongchang 2018. Arkiverad från originalet den 6 februari 2018. https://web.archive.org/web/20180206035826/https://www.pyeongchang2018.com/en/venues/yongpyong-alpine-centre. Läst 3 oktober 2017.